# 孫瓊
孫瓊（1424年—1491年），字蘊章，直隸蘇州府崑山縣人，民籍。明朝政治人物。同進士出身。

## 生平
正統十二年（1447年）丁卯科應天府鄉試第十名。正統十三年（1448年）聯捷戊辰科會試第一百三十三名，殿試登進士第三甲第七十四名，歷刑部郎中，因得罪錦衣衛，被貶謫戍遼陽，成化初復職，乞歸。

## 家族
曾祖孫德。祖父孫庠。父亲孫宗，曾任國子生。